# Scaptodrosophila ellenae
Scaptodrosophila ellenae är en tvåvingeart som först beskrevs av Bock 1980.  Scaptodrosophila ellenae ingår i släktet Scaptodrosophila och familjen daggflugor. Inga underarter finns listade i Catalogue of Life.